# 丸紅飯田
丸紅飯田（まるべにいいだ）は、かつて存在した日本の総合商社である。法人としては現在の丸紅の直接の前身にあたる。

## 経過
日本政府は戦後の諸外国との貿易を伸展させるためには、貿易商社の強化を図る必要があるとして、1952年（昭和27年）に商社強化策を打ち出した。この国策の流れに乗る形で1949年（昭和24年）12月1日、旧丸紅商店、大同貿易、岸本商店（岸本吉右衛門の鉄鋼商社）の商権、資産、そして社員を母体として設立された国内総合商社、丸紅株式会社が、1955年（昭和30年）9月1日に、当時大豆の相場下落で損を抱えて苦しんでいた髙島屋系列の中堅商社の髙島屋飯田株式会社と合併して、丸紅飯田株式会社（Marubeni-Iida Co., Ltd.）とした。
その後は、この合併が軌道に乗り日本有数の大企業へと発展し、1972年（昭和47年）1月1日に社名を丸紅飯田から、従来の丸紅株式会社に変更し、英文名をMarubeni Corporationとした。同時に東京本社は、それまでの大手町ビルから、竹橋に新築された現在の丸紅ビルに移転した。